# Magnate (alta nobleza)

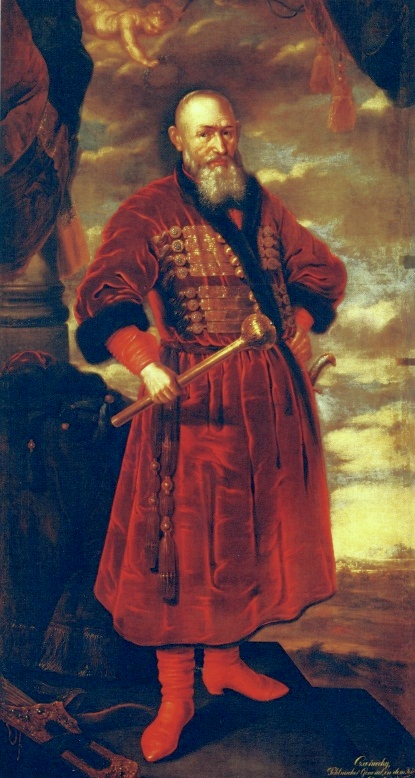
Magnate polaco del siglo XVII. El Hetman Esteban Czarniecki de Lodzia empuña la buława en la mano derecha. Repárese en las botas rojas (buty karmazynowe), una señal de riqueza.

Magnate, del latín magnas y magnus 'grande' o gran hombre, designa un noble u otro hombre de una alta posición social, por el nacimiento, riqueza u otras cualidades. Desde el Bajo Imperio Romano y en los reinos germánicos que lo sucedieron en Occidente, magnate era una categoría social dentro de los honestiores equivalente a Senadores o Potentes, aplicable a los grandes terratenientes romanos y germanos. 
El término fue especialmente aplicado a los miembros del Senado en el Reino de Hungría, llamado Főrendihaz o Casa de los Magnates. 
También es una jerarquía dentro de la nobleza generalmente usada en Suecia, en el Reino de Polonia (más tarde en la Unión Polaco-Lituana), y en algunos otros reinos medievales.
En la Edad Media un obispo algunas veces poseía territorios como un magnate, recaudando el rendimiento de los feudos e impuestos de los campesinos.

## Magnates de Polonia
En Polonia todos los miembros de la nobleza o la szlachta eran iguales ante la ley. "Magnate" (polaco: magnat) no era un título propiamente sino una posición social, basada en la riqueza. Los magnates (o alta nobleza) competían por poderes políticos con la pequeña y media nobleza así como con el Król (el Monarca) o, en dos casos (Eduviges I de Polonia y Ana Jagellón de Polonia), la monarca (el título 'Król', o bien 'rey', no se cambiaba según del género). A partir de la segunda mitad del siglo XVII, los magnates emergieron como los vencedores en la disputa por el poder en la Unión polaco-lituana, ya que consiguieron concentrar en sus manos la mayoría de las tierras y subordinar a la pequeña nobleza pero preservando la aparente democracia o "Libertad dorada" en los parlamentos, no apenas locales Sejmiks sino también en el Sejm nacional. 
Existían diversos términos para "magnate" en Polonia:
- Możny - "poderoso"; usado hasta el siglo XV, (posteriormente substituido por Magnat).
- Królik, plural królewięta - "pequeños reyes", usado especialmente para magnates con grandes feudos en Bielorrusia o Ucrania.
- Pan – Señor, (que también se podía aplicar a los miembros comunes de la szlachta y comenzó frecuentemente a usarse para personas de otras clases sociales).
- Starsi bracia - "hermanos más viejos" o "hermanos mayores". - Todos los miembros de la szlachta se referían unos a otros como Pan brat, (Señor hermano), pero los magnates o quien fuese nombrado para el Senado de Polonia generalmente se titulaban mutuamente como hermanos mayores, refiriéndose a los otros nobles como Młodsi bracia ("hermanos menores").
- Karmazyn - "carmesíes", debido a sus caras vestimentas de color rojo, (especialmente las botas).

Los títulos de cargos o dignidades oficiales, (no hereditarios), eran muy comunes en la Unión de Polonia y Lituania – como ser: Gran Canciller, Gran Hetmán, o bien Gran Panadero, Gran Copero, Portaestandarte Real, etc. -  Por el contrario se prohibía el uso de títulos al estilo occidental, (como conde o barón), para preservar la "igualdad en la nobleza", (con pocas excepciones), correspondientes a los viejos títulos de Kniaz, preservados por la "Unión de Lublin" a algunos magnates lituanos y rutenos. 
Los títulos de Príncipe, Conde y Barón sólo comenzarían a usarse, por regla general, luego de los Repartos de Polonia, ya prácticamente en el siglo XIX